# باشگاه فوتبال کوردوبا
باشگاه فوتبال کوردوبا (به اسپانیایی: Córdoba Club de Fútbol) یک باشگاه اسپانیایی است که در شهر کوردوبا واقع شده است. این باشگاه هم‌اکنون در سگوندا دویژن حضور دارد.
این باشگاه در سال ۱۹۵۴ میلادی تأسیس شده است.
کوردوبا یک بار به مقام قهرمانی سگوندا دویژن رسیده است. این باشگاه همچنین ۹ فصل در لا لیگا حضور داشته است. این باشگاه به امیرحسین حسین زاده درخواست قرارداد داده بود که به دلایلی این اتفاق انجام نشد.

## مربیان مشهور
- لادیسلائو کوبالا
- زدراکو رایکوف